# Paradisiaque
Paradisiaque è il terzo album in studio di MC Solaar.

## Tracce
1. Intro – 0:32
2. Paradisiaque – 3:12
3. Gangster Moderne – 4:05
4. Tournicoti – 3:49
5. Zoom – 3:53
6. Le Sens De La Vie – 4:05
7. Dakota – 3:58
8. Illico Presto – 4:23
9. Les Temps Changent – 3:18
10. Daydreamin' – 4:51
11. Les Boys Bandent – 3:18
12. Les Pensées Sont Des Flowers – 4:02
13. Wonderbra (Featuring Bambi Cruz) – 4:02
14. Le 11 Choc – 3:33
15. Protège-Tibia – 4:12
16. Quand Le Soleil Devient Froid – 3:51
17. Outro – 0:34